# Norrfjärden, Nordanstigs kommun
Norrfjärden, även kallat Norrfjärn, småort i Gnarps socken i Nordanstigs kommun. Byn ligger vid kusten i närheten av Gnarp.
På orten finns idrottsföreningen Norrfjärns IF och Norrfjärdens Hamnförening.